# ラムビー
ラムビー族（Lumbee）は、アメリカ合衆国ノースカロライナ州に定住し、バージニア州にも定住するアメリカインディアンの部族で、アメリカ東部では9番目に多い最大の部族の一つでもある。

## 概要
カロライナ・アルゴンキン語（またはパムリコとも知られる）とも呼ばれていたアルゴンキン諸語を話すアルゴンキン語族に属していた。同じアルゴンキン語族のタスカローラ族やカタウバ族、チェロー族、その他のイロコイ諸族、スー族の言葉に共通する。他の部族やアフリカ系黒人や白人などの影響も受けて現在ではリングワ・フランカとしてラムビー族独特の英語を話している。
ノースカロライナ州の森林地帯に定住し、森で狩猟や農業などして暮らしていた。ロブソン郡沿いを流れるカンバー川とも呼ばれるラムビー川は部族名に由来している。毎年パウワウを開催している。
現在までアメリカ連邦政府はインディアン部族として承認していないが、部族人口としては混血も含めると南東部の部族としてはかなり大きい部族で、同ノースカロライナ州に定住するチェロキー族に続く部族人口を誇る。ノースカロライナ州政府は部族承認している。ラムビー族の人々は、約45,000人が、現在、アメリカノースカロライナ州のランバー川沿いを流れるロブソン郡（ペンブローク、ランバートンなど）中心に他、ホーク郡、サンプソン郡、スコットランド郡、カンバーランド郡、コロンバス郡を中心に居住しており、彼らは、ノースカロライナ州最大のインディアン部族、そしてミシシッピ川以東のインディアンでは9番目に大きな部族となっている。またバージニア州にも定住している。他の部族や白人や黒人（ブラック・インディアン）との混血も結溝進んでいる。
現在のノースカロライナ州ロブソン郡となっている地域には1700年代から居住している。ウォルター・ローリーが築いた植民地ロアノーク島で入植者達が消息する事件が起こり、木の刻まれた「CROATOAN」と刻まれた単語と「CRO」という文字がある。クロアタン族（Croatan）あるいはその他のインディアンによって虐殺・拉致されたのであろうと推測されているが、ラムビー族の史家にはラムビー族のルーツはそのクロアタン族ではないかとも言われている。南北戦争ではラムビー族は北軍に加勢した。ラムビー族の民俗には"インディアン・ロビンフット"又は"ラムビー・ロビンフット"とも呼ばれたヘンリー・ベリー・ローリーと言う人物がいる。彼はアウトローだがラムビー族では伝説の英雄であった。1860年彼はロビンフットの様に、拳銃で武装した正義の為の自警団を組織し、1864年から1874年の約10年間、ロブソン郡に定住するラムビー族やタスカローラ族などのインディアンの権利の為に抗争しながら戦った。ノースカロライナ州政府は、1885年当時、クロアタン・インディアンと呼ばれていた、ラムビー族をインディアン部族として一時、認定していた。1934年に「インディアン再編成法」が制定されると、内務省BIA（インディアン管理局）はラムビー族からの連邦認定要求に基づき、血統証明手続きに入った。しかしラムビー族内で、先祖を「チェロー族」とするものと「チェロキー族」とする二派に分かれてしまい、結局公認は見送られてしまった。州政府が正式に公認したのは1956年でアメリカ下院はドワイト・D・アイゼンハワー大統領が署名したラムビー法により、ラムビー族をノースカロライナ州のインディアンとして認定した。
州政府が公認したとは言え、連邦政府が認めたインディアン部族ではなかったため、そのためラムビー族は公式なインディアン部族としての承認を勝ち取るため議会でその後主張し続けた。
白人の他、黒人との混血も進んでいたラムビー族は、KKKからも標的にもされていた。1958年にはロブソン郡のラムビー族が定住していた農村などへのKKKのメンバーによる襲撃事件が度々起き、ラムビー族はKKKとも戦っていた。
2009年10月22日、アメリカ連邦政府の上院インディアン事務委員会はラムビー族を正式なインディアン部族として連邦公認のための手続きに入った。公認申請書は既に下院を通過し、バラク・オバマ大統領もラムビー族に対する援助を誓約した模様である。ラムビー族は100年以上にわたり、連邦公認を要求し続けてきており、ついに悲願が叶うこととなった。
2025年1月23日、ドナルド・トランプ大統領はラムビー族の連邦公認を早急に進めるよう政権に指示した

## 著名人
- ヘンリー・ベリー・ローリー、「インディアン・ロビン・フッド」 と呼ばれた英雄。
- クリス・チェイヴィス、プロレスラー。
- ジョン・オキセンダイン、ジョージア州の元保険長官で、共和党の政治家。
- デラノ・カミングス、ベトナム戦争で海兵隊員として「ムーン・ダッシュ・ウォーリア」と呼ばれ、同名の自伝の著者。